# Волкова, Алина Ивановна
Али́на Ива́новна Во́лкова, в девичестве — Чернитенко (укр. Аліна Іванівна Волкова; род. 30 декабря 1930 года, Артёмовск (ныне Бахмут), УССР) — украинская оперная певица (сопрано). Народная артистка УССР.

## Биография
Окончила Киевскую консерваторию в 1957 году (класс З. Гайдай). В период с 1957—1962 гг. — солистка Узбекского театра оперы и балета имени Алишера Навои (Ташкент), 1962—1968 гг. — Белорусского академического театра оперы и балета (Минск), 1968—1983 — Одесского театра оперы и балета.
С 1983 и до выхода на пенсию — солистка-вокалистка Киевской филармонии (ныне Национальная филармония Украины).

## Партии
- Оксана («Запорожец за Дунаем» С. Гулака-Артемовского);
- Елена («Богдан Хмельницкий» К. Данькевича);
- Эдонида («Алкид» Д. Бортнянского);
- Аида (одноименная опера Дж. Верди);
- Тоска (одноименная опера Дж. Пуччини);
- Ярославна («Князь Игорь» А. Бородина);
- Лиза («Пиковая дама» П. Чайковского) и др.[1].